# Jawa (espèce)
Pour les articles homonymes, voir Jawa.
Vie extraterrestre de fiction apparaissant dans
Star Wars.
Le jawa est une espèce de l’univers de fiction Star Wars.

## Description physique
Les jawas portent toujours une capuche et ne montrent pas leur visage.

### Univers officiel
L'apparence physique des jawas est très peu connue. Il existe toutefois des théories. L'une d'elles suggère que les jawas sont des humains avec une malformation génétique. Une autre les apparente aux tuskens tandis qu'une dernière propose qu'il s'agit en réalité de rongeurs anthropomorphes,.
Un jawa possède une espérance de vie moyenne d'environ 80 ans.

### UniversLégendes
Les jawas sont des rongeurs qui dégagent une forte odeur. Celle-ci leur permet de communiquer entre eux, en plus du langage sonore. Ils portent des pierres précieuses jaunes sur leurs yeux pour les protéger du rayonnement intense des deux étoiles de Tatooine,.

## Mode de vie
Les jawas représentent 5 % de la population de Tatooine. Ils y sont alors environ 10 000. En outre, ils représentent 63 % des habitants de la planète capitale de la CSI, Raxus Prime. Cela signifie qu'ils sont environ 819 000 jawas à Raxus Prime, soit plusieurs dizaines de fois plus qu'à Tatooine.
Les jawas se déplacent dans le désert à bord de chars de sables, d'anciens engins miniers abandonnés par les mineurs venus à Tatooine bien avant. Les jawas récupèrent diverses technologies, notamment des droïdes, qu'ils amènent à leur véhicule, pour ensuite les revendre, en les mettant en avant plus ou moins à juste titre. Quoique les jawas soient caractérisés par leur sens des affaires et leur habitude à réparer diverses technologies trouvées dans le désert, leurs acheteurs savent en réalité que leur acquisition ne tiendra pas aussi longtemps qu'un neuf,,.
Les jawas utilisent deux langues. Ils parlent entre eux le jawaese. Ce langage particulier est notamment basé sur les odeurs en plus de la parole. Cela rend difficile l'apprentissage du jawaese par les autres espèces. Par conséquent, le langage commercial jawa, quoique encore parlé principalement par cette espèce, est utilisé lors d'échanges marchands avec d'autres peuples, comme les humains.

## Histoire

### Univers officiel
Alors que le Jedi Anakin Skywalker cherche le camp de tuskens qui a enlevé sa mère Shmi, il se renseigne auprès d'un camp de jawas. En effet, il trouve en chemin deux chars des sables. Le chef jawa lui fournit les indications réclamées en échange de matériel technologique, qui toujours intéresse les jawas.
En pleine ère impériale, les droïdes R2-D2 et C-3PO sont envoyés par la princesse Leia Organa parcourir le désert de Tatooine à la recherche du Jedi Obi-Wan Kenobi. Les deux sont attrapés par des jawas. Ceux-ci trouvent ensuite comme clients Owen Lars et à son neveu adoptif, Luke Skywalker. Les jawas proposent d'abord de leur vendre le droïde R5-D4, mais celui-ci est saboté par R2-D2, et les deux fermiers achètent finalement le duo de droïdes rebelles. 
Quelque temps plus tard, les stormtroopers impériaux, à la recherche des droïdes, découvrent que ceux-ci se sont retrouvés entre les mains des jawas. Ils trouvent le char des sables du clan concerné, puis massacrent tous les jawas présents, tout en faisant croire que l'attaque est d'origine tusken.
Après la chute de l'Empire galactique, des jawas trouvent un humain presque mort, Cobb Vanth. Celui-ci est ainsi sauvé. Il trouve chez les jawas une armure, qui s'avère être celle de Boba Fett, et leur propose de l'acheter. Il leur donne ainsi des cristaux en échange de l'armure en beskar.

### UniversLégendes
Les jawas possèdent un ancêtre commun avec les tuskens. Il s'agit de Kumumgah.

## Concept et création
Les jawas apparaissent, eux et leurs chars des sables, dans Un nouvel espoir. Le tournage des scènes où l'on les voit a lieu en Tunisie. Or, à ce moment-là, il existe des tensions entre la Libye et la Tunisie. La Libye prend le char des sables pour un véhicule militaire, et ordonne à la Tunisie de ne pas placer à cet endroit de véhicule offensif. George Lucas se voit alors contraint de déplacer le lieu de tournage.
La langue la plus entendue à être parlée par les jawas, le langage commercial jawa, est construite sur des dialogues en dialectes africains, notamment en zoulou. Ceux-ci sont ensuite accélérés pour donner aux jawas leur voix aiguë,.

## Adaptations

### Jeux vidéo
Les jawas sont présents notamment dans le jeu vidéo de 2022 sur Nintendo Switch Star Wars: Hunters. Leur présence dans le jeu est annoncée, quoique non officiellement, début septembre 2021. Le duo de jawas montré dans le jeu est appelé Utooni. L'un est au-dessus de l'autre, et tous les deux sont armés dangereusement.

### Jouets
La première peluche de jawa est conçue en 1979, soit deux ans après la sortie d'Un nouvel espoir. L'entreprise Regal Toys la produit. Toutefois, elle n'est vendue qu'au Canada.
Funko produit des figurines pop Star Wars. Parmi elles, il existe un jawa, au numéro 371. Sous le numéro 351, il existe une autre figurine de jawa de la collection. Elle est conçue pour The Mandalorian.

## Postérité
Les jawas font partie des éléments emblématiques de la saga. Ils continuent de marquer le grand public. Une parole dans leur langue notamment est retenue. Il s'agit du mot « Utinni »,.